# Гавождія (комуна)
Гавождія (рум. Gavojdia) — комуна у повіті Тіміш в Румунії. До складу комуни входять такі села (дані про населення за 2002 рік):
- Гавождія (1519 осіб) — адміністративний центр комуни
- Жена (563 особи)
- Лугожел (744 особи)
- Селбеджел (343 особи)

Комуна розташована на відстані 346 км на північний захід від Бухареста, 63 км на схід від Тімішоари.

## Населення
За даними перепису населення 2002 року у комуні проживали 3169 осіб.
Національний склад населення комуни:
| Національність   | Кількість осіб | Відсоток |
| ---------------- | -------------- | -------- |
| румуни           | 2752           | 86,8%    |
| українці         | 310            | 9,8%     |
| угорці           | 42             | 1,3%     |
| цигани           | 32             | 1,0%     |
| німці            | 17             | 0,5%     |
| чехи             | 7              | 0,2%     |
| росіяни-липовани | 4              | 0,1%     |
| словаки          | 3              | 0,1%     |
| серби            | 1              | < 0,1%   |
| італійці         | 1              | < 0,1%   |

Рідною мовою назвали:
| Мова                  | Кількість осіб | Відсоток |
| --------------------- | -------------- | -------- |
| румунська             | 2919           | 92,1%    |
| українська            | 186            | 5,9%     |
| угорська              | 32             | 1,0%     |
| циганська             | 13             | 0,4%     |
| німецька              | 12             | 0,4%     |
| російська             | 4              | 0,1%     |
| сербська              | 1              | < 0,1%   |
| італійська            | 1              | < 0,1%   |
| не вказали рідну мову | 1              | < 0,1%   |

Склад населення комуни за віросповіданням:
| Релігія        | Кількість осіб | Відсоток |
| -------------- | -------------- | -------- |
| православні    | 2913           | 91,9%    |
| п'ятдесятники  | 139            | 4,4%     |
| римо-католики  | 71             | 2,2%     |
| баптисти       | 29             | 0,9%     |
| реформати      | 7              | 0,2%     |
| греко-католики | 2              | 0,1%     |
| адвентисти     | 2              | 0,1%     |